# Go To キャンペーン
Go To キャンペーン（ゴートゥーキャンペーン）とは、日本における観光などの需要を喚起することで、新型コロナウイルス感染症の流行に伴う外出自粛と休業要請で疲弊した経済の再興を図ることを目的として実施された日本国政府による経済政策のことである。
2020年4月7日、政府が事業規模108兆円におよぶ「新型コロナウイルス感染症緊急経済対策」を実行するため、16兆8057億円にのぼる2020年度補正予算案を閣議決定した。このうち、1兆6794億円が旅行・飲食・イベントなどの需要喚起事業としての「Go To キャンペーン」に充てられる。
キャンペーンは、国内旅行の費用を補助する国土交通省（観光庁）所管の「Go To トラベル」（観光キャンペーン）、飲食需要を喚起する農林水産省所管の「Go To Eat」（飲食キャンペーン）、イベントなどのチケット代を補助する経済産業省所管の「Go To イベント」（エンターテイメントキャンペーン）や商店街振興の「Go To 商店街」（地域振興キャンペーン）で構成される。
ちなみに名称は和製英語である。

## 概要

### Go To トラベル

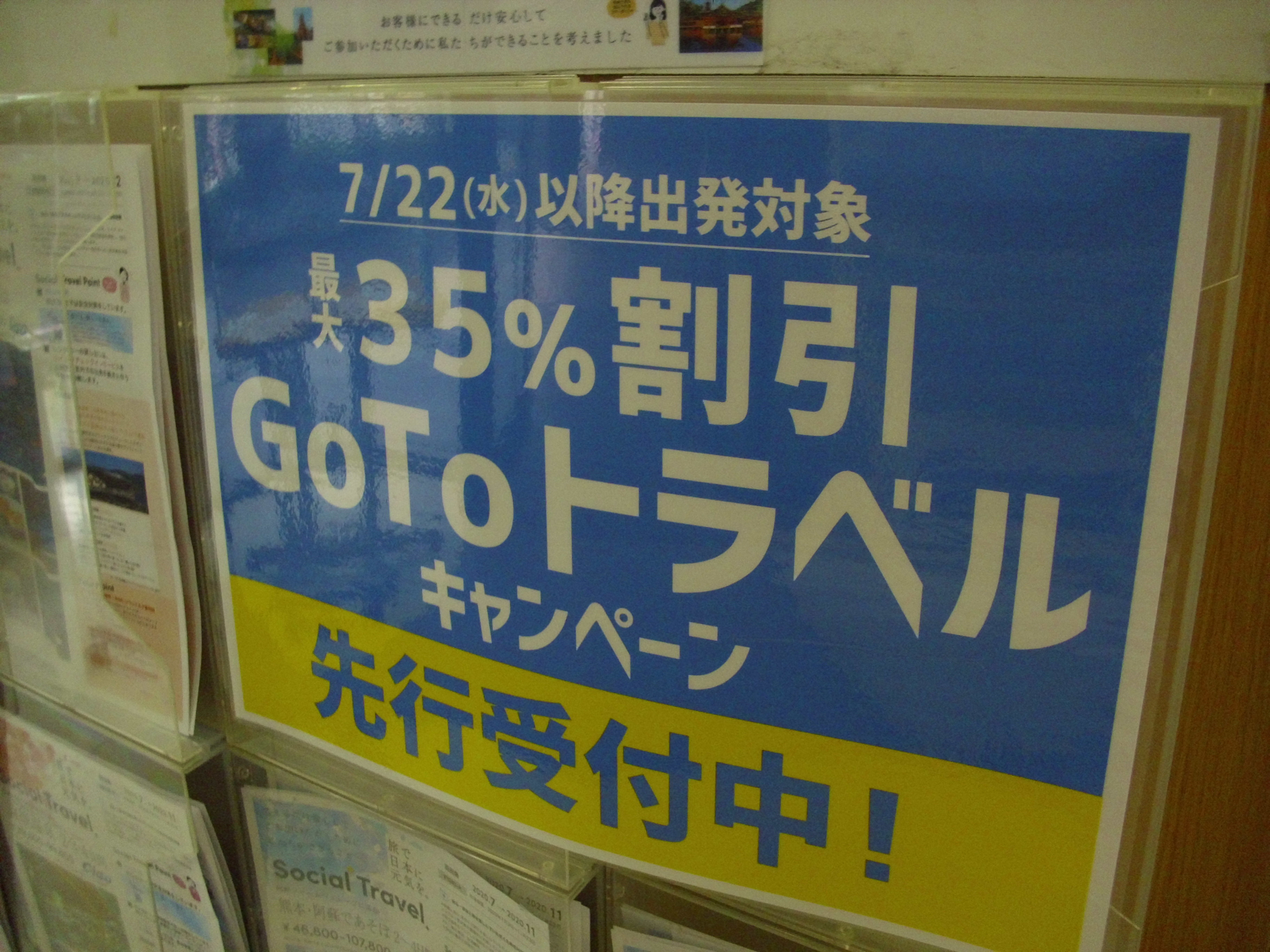
Go To トラベルキャンペーンの受付を開始したH.I.S.

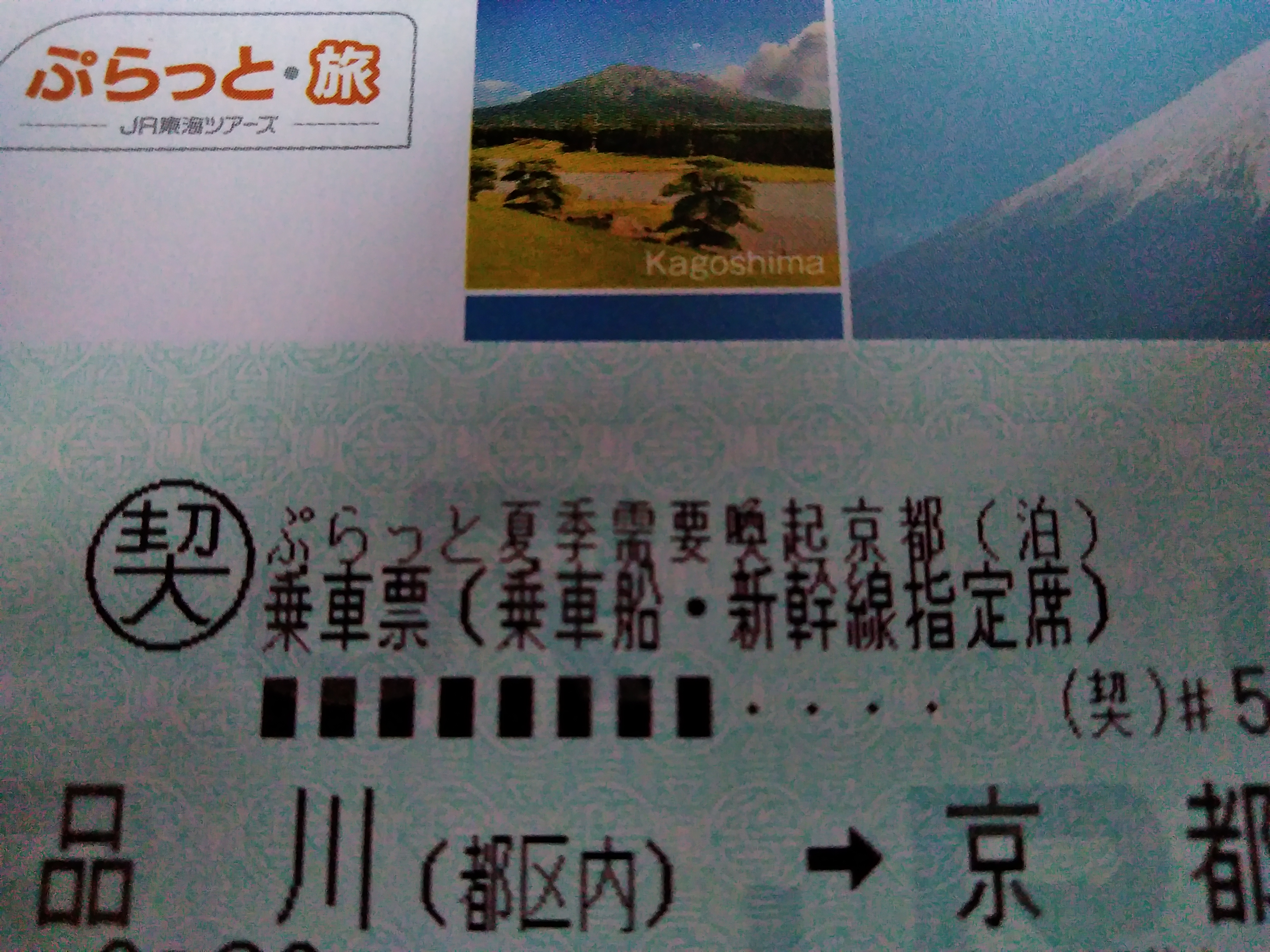
キャンペーンに合わせたJRの企画券、「夏季需要喚起」と印字されている

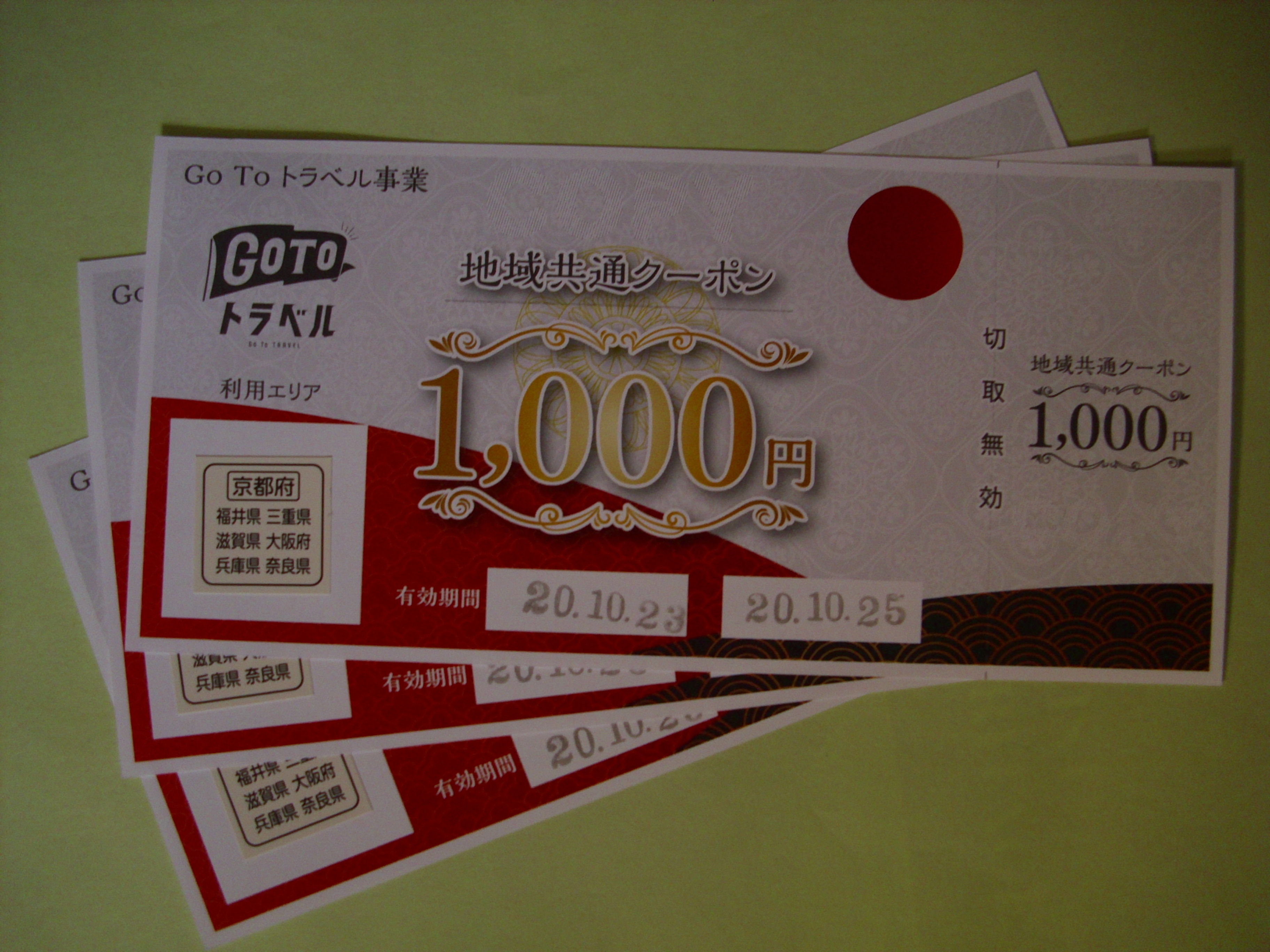
キャンペーンで配布される地域共通クーポン

Go To キャンペーンの中でも、訪日外国人旅行者を誘致するインバウンドに支えられてきた宿泊・運輸（交通）・土産などの観光関連産業（就労人口400万人以上）がうけた打撃が大きかったことから、「Go To トラベル」には1兆6794億円が投入される。具体的には、キャンペーン期間中（終了日未定）に指定旅行会社（観光庁長官登録事業者）において旅行商品（パッケージツアー）購入やインターネットのホテル予約サイトから宿泊予約をした利用者に対し、代金のうち一人一泊あたり2万円を上限に、旅行代金の1/2を支援する。なお1/2のうち、35%は割り引きとし、別に観光地の飲食店や土産物店で使える15%分の割引クーポン券が発行される。連泊や人数に関する制限はない。
さらに「反転攻勢に備えた観光基盤の整備」として地域の観光資源・観光イベント（祭り等）を集客力・収益率の高い滞在型にする取り組みや、公共交通機関における多言語表記、土産物店のような小規模事業者のキャッシュレス決済導入支援、外国人旅行者回復を見据えた「海外に向けた大規模プロモーション」として国際観光振興機構（JNTO）が運休航空路線の再開を後押しや日本の魅力を紹介する広報展開、「強靭な経済構造の構築」として観光インフラのデジタル化や非接触・リモート型への転換を後押しする。
「Go To トラベル」の運営委託は日本旅行業協会（JATA、坂巻伸昭会長）や全国旅行業協会（ANTA、二階俊博会長）、JTB、日本旅行などの大手旅行会社が参加する「ツーリズム産業共同提案体」に決まり、2020年7月22日から宿泊代の割引を開始し、旅先での飲食や買い物に使えるクーポン券を2020年10月から発行する。また、既に予約済みの旅行計画も2020年7月22日以降出発分は対象となる。
2020年10月1日からは、旅行代金の15%相当分を宿泊地（日帰り旅行の場合は主たる目的地）の都道府県とその周辺で利用できる地域共通クーポンとして配布するほか、これまで対象外となっていた東京都内の旅行及び東京都在住者による旅行も10月1日から割引対象となった。なお、赤羽一嘉国土交通相は「Go To トラベル」に関しては2021年春まで継続する意向を表明しているが、執行予算が無くなった時点で終了する。
2020年12月28日より中断。その後は再開されることなく2023年3月20日に公式サイトがなくなり事実上の終焉を迎えた。なお事業の中断により余った予算を流用して別の観光支援策である『全国旅行支援』が2022年10月11日より観光庁によって開始されたが、これはGo To トラベルとは別物扱いである。

### Go To Eat
Go To Eatキャンペーンは、ポイント還元やプレミアム付き食事券の発行を通じて、飲食店等での需要を喚起し、食材を供給する農林漁業者を支援する国の需要喚起キャンペーン。2020年9月下旬から開始。2020年11月24日より中断。その後は各自治体ごとに再開されたが、2023年末までにはすべて終了している。

### Go To イベント
「Go To イベント」の対象になりうるスポーツや舞台に関して、Jリーグは観客動員数50％の規制緩和を自主的に延期し、新宿の劇場でクラスターが発生したこともあり、政府がイベントの緩和は当面見送るとしたため、キャンペーンの開始時期は未定となった。

### Go To 商店街
商店街活性化のための施策であり、商店街が実施する催し・商品開発・PR活動などに対して最大300万円を支援する施策。10月19日より各地の商店街で順次始まった。

## 経済効果
第一生命経済研究所が「Go To キャンペーン」（Go To 商店街を除くトラベル・イート・イベント）の経済効果を、2.10兆円～2.80兆円程度と試算した。日本旅行業協会の集計によると、大手旅行サイトを使った2020年8月の行き先別予約人数が32道府県で前年同月を上回ったことが2020年9月2日にわかった。これらの予約では地域にばらつきが見られ、高級宿に人気が集中していた。

## 課題
キャンペーン事業を請け負う事務局事業者公募に際し、委託費が総事業費の2割にあたる3095億円と巨額であるとして国会の場で野党から批判が相次ぎ、公募を一旦取り止めたため、実施時期が大幅に遅れる見込みとなった（経産省と電通との関係が問題となった「環境共創イニシアチブ」も参照）。
2020年6月19日には都道府県を跨いだ越境移動が解禁されながら「Go To トラベル」の開始時期は2020年8月上旬になる見通しで、夏休みに利用者が集中することでの混雑（3密）の危惧や、秋口にも起こるかもしれないコロナ流行第二波襲来による再度の外出自粛までに時間が足りないという批判も出ている。長距離・長時間の移動に不安を感じ近場で短期に済ませる傾向が強まると消費指数は低くなるため、どれだけ観光に消費するか未知数な面もある。2020年の夏の旅行動向の意識調査では「旅行は控える」が67％、「都道府県をまたがず近場へ旅行する」が15％というアンケート結果もあり、観光業の大幅な需要減少が見込まれる中でのキャンペーンとなる。

### 給付金の不正受給
「Go To トラベル」については宿泊施設側も利用者側も給付金の不正受給が発覚し、摘発される事例が相次いだ。
表面化した最大規模の事例は旅行会社によるもので、エイチ・アイ・エスの子会社2社が組織的に宿泊の実態がないにもかかわらず最大6億8300万円余りの給付金を受け取ったことが明らかになっている。

## 賛否
2020年7月に入って以降、再び感染者が増加する傾向にあり、地方自治体の首長からは「Go To トラベルキャンペーン」は時期尚早ではないかとする意見が上がった。
- 青森県むつ市の宮下宗一郎市長は、「旅行客により地元に感染者が増えれば人災だ」と発言[33]。
- 村井嘉浩宮城県知事は「宮城も東京が由来の感染者が多くなっている」とし、内堀雅雄福島県知事は「不安や懸念がある」と発言[34]。

また、移動や観光を控えるように知事らが呼びかける動きも発生した。例えば、2020年7月2日から3日連続で1日あたりの東京都内の感染者数が100人を超えたことを受け、2020年7月4日に小池百合子東京都知事が都民に対し、不要不急の都外への移動を自粛するよう要請した。大村秀章愛知県知事は、首都圏への不要不急の移動を自粛するよう要請した。また大野元裕埼玉県知事は、2020年7月17日に「埼玉県民には観光の目的地として東京を選ぶことは避け、県内や近場にとどめてほしい」と発言した。
一方で、門川大作京都市長は「人間は社会的、文化的生活も生きるために必要だということを重視されてだと思う」として肯定的な発言をしている。また、森田健作千葉県知事は「経済を考えるなら、国の言っていることも理解できる」と一定の理解を示し、首都圏の人に対してマイクロツーリズム的に「近場の千葉に万全の体制で来てください」と表明。
朝日新聞社が2020年7月18日、19日に実施した世論調査では、「Go To トラベル」が22日から開始することに、74％が「反対」と答え、「賛成」は19％だった。開始時期や対象地域を決めるまでの安倍政権の一連の対応も「評価しない」が74％を占めた。 事業開始への賛否を男女別にみると、男性が賛成24％、反対70％に対し、女性は賛成14％、反対77％と反対が多かった。キャンペーン対象外となった東京都民は賛成21％、反対72％だった。
2020年8月21日の定例記者会見の中で岩手県の達増拓也知事は、開始からおよそ一か月になる「Go To トラベル」について、2020年7月中に始めたのは早過ぎたことや新型コロナウイルス感染症が収束しないと、期待された効果は出てこないことを指摘して、失敗と言っていいと批判した。一方で、宮城県の村井嘉浩知事は2020年8月24日の定例記者会見で、「Go To トラベル」について「新幹線の乗客は少なかったということなので、県内の利用に効果があったと思う。どの旅館、ホテルも決して満員ではなかったが、Go To トラベルがなければ悲惨な状況になっていた」と指摘をして、「やって良かった。成功だったと思う」と評価をした。宮城県の村井知事は、岩手県の達増知事が21日の会見で「Go To トラベル」について批判したことについて、「それも一つの考えだが、少なくとも宮城はキャンペーンがなければもっと悲惨な状況になっていた」と答えた。
その他、Go To トラベルの実施に当たっての方針が二転三転したり、制度にまつわる不備やトラブルが指摘されるなど様々な混乱が生じたことから、「Go Toトラブル」と評されることもあった。

## Go To キャンペーンと感染拡大
上記のような不安要素を払拭すべく、「Go To トラベルキャンペーン」での宿泊施設に対し、宿泊客への検温や共用部（食堂や大浴場）利用の人数制限や時間制を定めるよう政府として指導し、国交省が確認してキャンペーン対象施設として認証する。非認可の場合、キャンペーン割引の対象とならない。
2020年7月16日には西村康稔大臣が、キャンペーン実施によって感染が拡大したとしても「政治がさまざまな事柄について結果の責任を負うというのは当然のことです」と答弁した。
2020年7月16日、政府は「Go To トラベル」から東京都発着の旅行を除外することを決定した。
2020年8月5日、観光庁はGo To トラベルに参加する宿泊施設でコロナウイルスの感染者がどれだけの人数発生しているかを公表しない方針を明らかにした。
2020年9月1日には、「Go To トラベル」を利用した人は延べ556万人いたとされ、その利用した人の中で新型コロナウイルスの感染が確認されたのは6人であることが菅官房長官によって明らかにされた。
2020年11月にはいって感染が拡大し、西村大臣は“3回目の大きな流行”が来つつあるとの認識を2020年11月12日に示した（政府は「第3波」という定義をしていない）。政府は感染対策と経済回復を両立するという方針のもと、Go To キャンペーンの運用見直しに否定的であった。具体的には、11月13日には西村大臣が「現時点で（新型コロナウイルスの感染者数が急増している）北海道をはじめ、どこかの地域を除外することは考えていない。利用して旅行をするかどうかは国民の皆さんの判断だ」と述べた。11月17日には赤羽国交相が、北海道についてGo To トラベルの運用を見直す状況ではないという認識を示した。11月20日には菅首相が国会答弁で、これまでのGo To トラベルの利用者の中で感染者が少ないことを挙げ、感染対策を徹底しつつ継続させる考えを示した。
2020年11月20日には分科会が、いくつかの都道府県ではステージ3相当の強い対策が必要な状況だと指摘し、Go To トラベルの運用見直しを求めた。
2020年12月14日、政府は新型コロナウイルス感染症対策本部で、Go To トラベルを全国一斉に一時停止することを決定した。期間は2020年12月28日から2021年1月11日までである。その後、2021年2月7日まで中断期間は延長になり、更に2021年3月7日まで中断期間は延長になった。
2020年12月17日、加藤官房長官は一時停止について「最大限の予防措置として総理から指示があった」、西村大臣は「全国的に感染が広がる中で、予防的な措置も含めて全国で止めると判断した」と述べて、「予防」という考えを持ち出した。
2021年1月4日、菅義偉首相は年頭記者会見で「緊急事態宣言発令となれば、（Go Toトラベル事業の）再開はなかなか難しいのではないか」と語った。
2021年3月19日には加藤官房長官が「Go Toトラベル事業の再開は当面難しい」との認識を示した。

## 期待
「Go To キャンペーン」の展開は、従来の物見遊山的な観光消費や画一的な観光インフラの整備から、各地域毎に特徴がある魅力の開拓やおもてなし・コト消費のような無形のサービスに波及することで、観光業が持続可能な産業に発展することが期待されていたが、 実際の効果は不明。

## 海外の類似例
ベトナムやオーストラリアのように、観光業が税収の多くを占める諸外国においても、自国民を対象とする国内旅行を推奨する政策が採られている。